# 加雷
加雷（法語：Garrey，法語發音：[ɡaʁɛ]）是法国朗德省的一个市镇，属于达克斯区。

## 地理
加雷（43°40'14"N, 0°54'30"W）面积4.93 平方千米，位于法国新阿基坦大区朗德省，该省份为法国西南部沿海省份，是法國本土面积第二大的省，北起吉倫特省，西临大西洋，南至大西洋比利牛斯省，东临热尔省，东北与洛特-加龍省接壤。
与加雷接壤的市镇（或旧市镇、城区）包括：克莱蒙、奥祖尔、波亚尔坦、沙洛斯地区索尔。

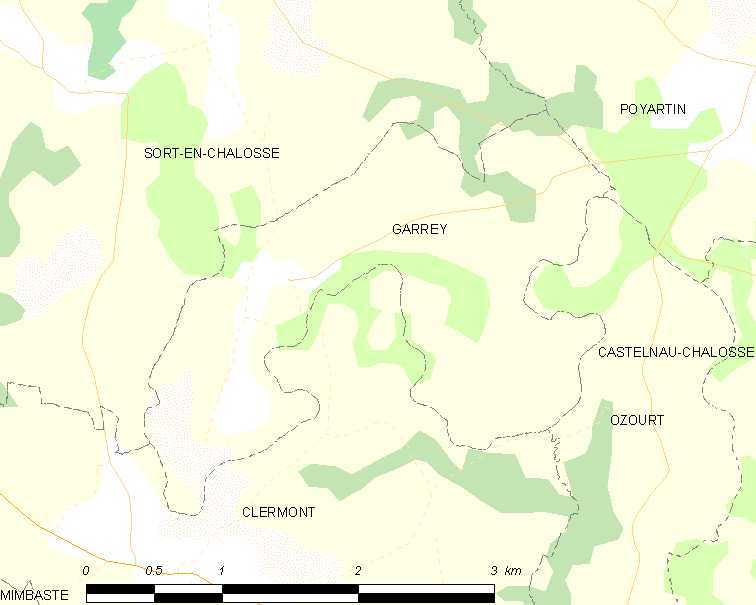
加雷的OSM定位图

加雷的时区为UTC+01:00、UTC+02:00（夏令时）。

## 行政
加雷的邮政编码为40180，INSEE市镇编码为40106。

## 政治
加雷所属的省级选区为沙洛斯山坡县。

## 人口

1962-2008年间加雷人口变化图示

加雷于2022年1月1日时的人口数量为215人。